# Zinovios Valvis
Zinovios Zafirios Valvis (en griego: Ζηνόβιος Βάλβης) (1800-25 de agosto de 1886) era un hombre político griego nacido en 1800 en Missolonghi. Fue primer ministro de Grecia 2 veces en 1863 y 1864. Era el hermano de Dimitrios Valvis. Murió en 1872.

## Biografía
Nació en Mesolongi  y provenía de una familia de sacerdotes. Su nombre de bautismo fue Zafirios, pero debido a su condición de solitario por un corto tiempo cambió a Zenobio. Su padre, Juan, lo envió a Constantinopla con su tío Pantoleon Valbi, un sacerdote. Estudió en la Santa Escuela Teológica de Halki y posteriormente se instaló en Italia, cerca de su tío Spyros Valvi. Allí estudió derecho en Pisa y luego regresó a Grecia, donde trabajó como juez fiscal designado en Ámfisa. Renunció al poder judicial en 1841 y se dedicó durante un tiempo a la práctica privada como abogado. En las elecciones de 1844 fue elegido diputado de Messolonghi.
Asumió la cartera del Ministerio de Justicia y Finanzas en los gobiernos de Antonios Kriezis y Konstantinos Kanaris pero se enfrentó con Otón I de Grecia y como resultado se retiró de la política. Con la expulsión de Otón, fue elegido apoderado en la Segunda Asamblea Nacional de Atenas, de la que el 17 de enero de 1863 fue elegido presidente. Un mes después, el 8 de febrero de 1863, asumió el ministerio de Justicia en el gobierno de Dimitrios Voulgaris por un día y el 13 de febrero de 1863 asumió el cargo de Primer ministro de Grecia hasta finales de marzo, cuando renunció. El motivo fue el rechazo por parte de la Asamblea Nacional del proyecto de ley para aumentar los salarios de sus propios representantes y que había provocado una fuerte reacción popular. Valvis fue el primer primer ministro en 20 años, después de Andreas Metaxas, que dimitió por motivos parlamentarios, cuando su gobierno ya no goza de la confianza del Parlamento Griego.
El rey Jorge I de Grecia lo nombró nuevamente primer ministro el 16 de abril de 1864, cargo en el que permaneció hasta el 26 de julio del mismo año. La nueva dimisión se dio por desaprobación de la Asamblea Nacional (actuó como Parlamentario en el período comprendido entre el destronamiento de Otón en 1862 y las elecciones parlamentarias de 1865), siendo el motivo esta vez la revocación de oficiales que habían sido suspendidos. Valvis es así el primer primer ministro que dimitió dos veces por motivos parlamentarios. Al año siguiente fue nombrado presidente del Consejo de Estado, del que dimitió a los pocos meses.
Estuvo casado con Arsinoe Ratzikotsika con quien tuvo nueve hijos: Pericles, Sócrates, Epaminondas, Corinna, Eugenia, Amalia, Pagona, Andrómaca y Terpini. Su nieto fue Konstantinos Valvi, abogado y presidente del consejo municipal de Atenas.
Se retiró a Messolonghi y murió sin un centavo el 25 de agosto de 1886. Fue enterrado con fondos públicos como héroe de la ciudad, junto a su padre Ioannis Valvi y su tío Pantaleon Valvi.